# Josep Ximénez
Josep Ximénez, de naixement José Salvador Ximénez Peset (Castelló de la Plana, 6 d'agost de 1713 - Castelló de la Plana, 31 de març de 1803) va ser un apotecari, botànic i naturalista valencià.
Després d'obtenir el títol d'apotecari, exercí com a tal a la seva ciutat natal durant tota la seva vida. En paral·lel a l'exercici de la seva professió, s'ocupà d'aplegar un important herbari recollit de les comarques septentrionals del País Valencià. Deixà manuscrita una flora de Castelló de la Plana i la seva rodalia, que comprenia unes set-centes espècies i que meresqué els elogis del botànic i naturalista valencià Antoni Josep Cavanilles i Palop, una obra enquadernada en quatre volums, que en el seu moment, fou pensada només per a ser utilitzada com una mena de base de dades d'ús personal. Si en el seu moment acaparà una gran repercussió, després passà a ser oblidada, fins que en temps més recents fou redescoberta pels propietaris i donada a conèixer a experts, la qual cosa reportà algunes ressenyes sobre l'obra, tot i que més aviat des del vessant històric que botànic.